# Linda Jezek
 Linda Louise Jezek (* 10. März 1960 in Palo Alto, Kalifornien) ist eine ehemalige US-amerikanische Schwimmerin.
Bei den Olympischen Spielen 1976 in Montreal gewann sie mit der 4 × 100-m-Lagenstaffel der USA die Silbermedaille. 1978 wurde sie Doppelweltmeisterin über 100 und 200 Rücken und galt damit auch als Topfavoritin für die Olympischen Spiele 1980 in Moskau. Doch konnte sie an diesen Spielen wegen des Olympiaboykotts der Amerikaner nicht teilnehmen.